# Chiesa di San Francesco d'Assisi (Gallipoli)
La chiesa di San Francesco d'Assisi è una costruzione barocca del centro storico di Gallipoli. Il nucleo antico della chiesa risale al XIII secolo, ma successivi rimaneggiamenti, intercorsi tra il Seicento e il Settecento, ne hanno radicalmente trasformato la struttura nascondendo le linee medievali originarie.

## Architettura

### Esterno
La "facciata in carparo, articolata su due livelli, venne rifatta nel 1736 da Mauro Manieri". Si presenta al piano terra con un portale introdotto da un portico ad arco; al piano superiore con due corpi aggettanti e la parte centrale concava. Sulla sommità si collocano l'emblema dei francescani e l'epigrafe che ne ricorda l'anno di costruzione.

### Interno

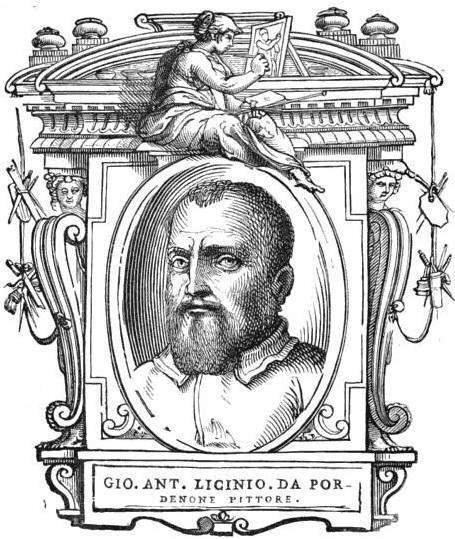
Il Pordenone, allievo di Tiziano

L'interno, a tre navate, ospita dieci altari barocchi disposti lungo le pareti laterali. Tra le opere di gran pregio sono conservate: la tavola raffigurante San Francesco d'Assisi "San Francesco d'Assisi con angeli e donatori", attribuita dalla tradizione a Giovanni Antonio de' Sacchis, detto il Pordenone. Questo grande pittore rinascimentale friulano ebbe in Venezia grandissima concorrenza con il più celebre pittore Tiziano da Pieve di Cadore; la tela dell'Annunciazione di Giovanni Domenico Catalano, celebre pittore gallipolino; l'altorilievo con San Michele Arcangelo che uccide il drago, ascrivibile al XV secolo; il presepe in pietra attribuito a Stefano da Putignano (fine XVI secolo).
Suggestiva è la cappella del Crocefisso, costruita per volontà del castellano spagnolo don Josè della Cueva, con le due statue lignee dei Ladroni, opera seicentesca di Vespasiano Genuino. In particolare, la statua che raffigura Misma, comunemente nota come Malladrone, si distingue per il realismo nella resa del volto, rappresentato con un'espressione beffarda e terrificante. Gabriele D'Annunzio, giunto a Gallipoli nel 1895, in una sua opera, ne ricorda l'"orrida bellezza".